# 大久保吉則
大久保 吉則（おおくぼ よしのり、1941年3月30日 - ）は、日本の元ラグビー選手。天理高校、法政大学、近鉄で活躍。

## プロフィール
- 奈良県出身。
- ポジションはスクラムハーフ(SH)。
- 身長 164cm、体重 65kg

## 経歴
1957年天理高校入学。在学3年間、チームは全国高校大会（当時の開催地は西宮球技場）に出場するも、1回戦で敗れる。
1960年法政大学入学。4年時（1963年）に関東大学対抗戦優勝（関東大学リーグ戦グループ創設以前の対抗戦）。第1回日本選手権に出場するも1回戦(準決勝)で近鉄に6-18で敗れる。
1964年にその、近鉄に入社。同期入社には神野崇（関西大卒、代表キャップ1）。大久保は「近鉄サーカス」といわれた福田廣の後釜として1年目からスクラムハーフで起用され、以後、今里良三が入部するまで不動のレギュラーとなる。
近鉄での最初のシーズン、1964年度は関西社会人Aリーグ優勝。第17回全国社会人大会準決勝で八幡製鐵に3-8で敗れベスト4。
翌シーズン1965年の9月19日、来日した全香港と対戦した近鉄の一員として対戦する。同年関西社会人Aリーグ優勝。第18回全国社会人大会決勝ではまたも八幡製鐵に3-8で敗れ準優勝。
このシーズン終盤の1966年3月、3地域対抗戦の全関西に選ばれ、対全九州・対全関東の両方の試合に出場、全関西の12年ぶりの優勝に貢献する。また同年5月の全日本強化合宿にも招集される。
1966年度のシーズンは関西社会人Aリーグ優勝。第19回全国社会人大会決勝でトヨタ自工を15-3で破り優勝。さらに第4回日本選手権で早稲田大を27-11で破り優勝。またその後、1967年3月12日、NZ大学選抜が来日し全日本として対戦。この試合が大久保にとっての初キャップ対象試合となる。
1967年9-10月に来日したオーストラリアのイースタンサバーブス戦にも、全日本、近鉄の一員として出場。このシーズンは関西社会人Aリーグ優勝。第20回全国社会人大会決勝でトヨタ自工を6-5で破り優勝。第5回日本選手権で法政大を27-14で破り優勝。2年連続、日本一となる。
1968年5-6月全日本のNZ遠征にも参加。11試合中6試合に出場。日本ラグビー界の伝説の試合といわれるオールブラックスジュニアを破った試合でも全日本のSHを務める。また同遠征で次の山場であったNZ大学選抜戦にも出場した。
1968年度関西社会人Aリーグ優勝。第21回全国社会人大会準決勝で八幡製鐵に9-18で敗れベスト4。
1969年度は新入部の今里良三にスクラムハーフを譲り、大久保自身はCTBでレギュラー出場。関西社会人Aリーグでは第4位と苦戦するも、第22回全国社会人大会決勝でトヨタ自工を17-8で破り優勝、第7回日本選手権の出場権を得るも、アジア選手権と日程がバッティングし、多数の全日本選手を輩出する近鉄は日本選手権を辞退した。
大久保はこのシーズンを以って現役引退。
1年のブランクを経て、1971年度には近鉄のコーチに就任。関西社会人Aリーグ優勝。第24回全国社会人大会では準決勝でリコーに0-9で敗れベスト4。
翌1972年度はヘッドコーチに就任。1972年度関西社会人Aリーグ優勝。第25回全国社会人大会準々決勝でトヨタ自工に9-13で敗れベスト8。
1973年度監督に就任。以後1980年度まで監督を務める。8シーズンの在任中、関西社会人Aリーグでは優勝3回、準優勝2回、全国社会人大会では優勝1回、準優勝2回、日本選手権では優勝1回。
近鉄の監督退任後は地元奈良県において県協会理事や強化委員を務めた。

## 代表歴
- 全関東
- 全関西
- 日本代表（代表キャップ3）